# 馬ヘルペスウイルス9型
馬ヘルペスウイルス9型（うまヘルペスウイルス9がた、英: Equid alphaherpesvirus 9;EHV-9）はヘルペスウイルス科 に属するウイルスで、1993年に日本で死亡したトムソンガゼル  から世界で初めて分離された。
トムソンガゼルに　流行性で致死性の脳炎を発生させたためガゼルヘルペス1型 (Gazelle herpesvirus, GHV-1)とも分類されている。ただ、馬のヘルペスウイルスに近縁であるため馬ヘルペスウイルス9型とされている。
自然感染例 として ガゼル以外にもキリンやホッキョクグマ に致死性の脳炎を起こす。そして、アジアノロバの仲間のオナガーやホッキョクグマに流産を発生させた報告がある。また、馬には感染されたとしても症状を発現しない不顕性感染  となり、ガゼル以外にもハムスター、マウス、山羊、霊長類、そして犬や猫に致死性の感染が潜在的に起こりうることが実験的に確認されている。そのため新興感染症（エマージング感染症、Emerging Infectious Disease）の研究対象として感染メカニズムの解析が進められている。